# نیروگاه سیکل ترکیبی آبادان
نیروگاه سیکل ترکیبی آبادان، که پیش‌تر نیروگاه گازی آبادان خوانده می‌شد، (واقع در آبادان، کیلومتر ۶ جاده آبادان - ماهشهر) یکی از نیروگاه‌های ایران از نوع سیکل ترکیبی با ظرفیت تولید ۸۱۵ مگاوات است که شامل ۴ واحد گازی ۱۲۳٫۴ مگاواتی مدل
FREM 9000 251-2 ساخت توگا و ۲ واحد بخار ۱۶۰ مگاواتی در زمینی به مساحت ۱۰۰ هکتار است.
سوخت اصلی نیروگاه آبادان گاز طبیعی و سوخت جایگزین آن نفت گاز (گازوئیل) است.

## روند ساخت نیروگاه
در ابتدا این نیروگاه، از نوع گازی بود و لذا به نیروگاه گازی آبادان نیز شناخته می‌شد. بخش گاز این نیروگاه در سال ۱۳۸۲ به بهره‌برداری کامل رسید و عملیات اجراییِ تبدیل نیروگاه به سیکل ترکیبی، از سال ۱۳۸۸ تا ۱۳۹۱ زیر نظر سازمان توسعه برق ایران صورت گرفت و در شهریور ۱۳۹۲ واحد اول بخار نیروگاه به شبکه سراسری وصل شد. طبق قرارداد واحد دوم بخار این نیروگاه در زمستان ۱۳۹۲ به بهره‌برداری می‌رسد.
در مهر ۱۳۸۸، شورای اقتصاد برای طرح توسعه نیروگاه سیکل ترکیبی آبادان با استفاده از تسهیلات مالی بانک توسعه اسلامی موافقت کرد.